# Чарвака
Чарвака или Локаята е школа в древната индийска философия, възникнала в епохата на Махаджанапада (6 – 3 век пр.н.е.). Според чарвака вселената се състои от четири елемента: земя, огън, вода и въздух, като за всеки елемент е характерна особена разновидност от атоми.
Първоначално Чарвака е едно от основните хетеродоксни (настика) течения в индуизма, наред с Адживика, джайнизма и будизма, но изхождайки от скептични позиции се развива в атеистично и материалистично учение. За разлика от последните две движения, които се развиват в самостоятелни религии, Чарвака постепенно изчезва, макар до 12 век да продължава да има свои последователи.